# Badecon-le-Pin
Badecon-le-Pin est une commune française située dans le département de l'Indre, en région Centre-Val de Loire.

## Géographie

### Localisation
La commune est située dans le Sud du département, dans la région naturelle du Boischaut Sud.
Les communes limitrophes sont : Ceaulmont (2 km), Le Menoux (2 km), Chavin (3 km), Gargilesse-Dampierre (3 km) et Pommiers (5 km).
Les communes chefs-lieux et préfectorales sont : Argenton-sur-Creuse (8 km), Châteauroux (31 km), La Châtre (31 km), Le Blanc (42 km) et Issoudun (54 km).

### Hameaux et lieux-dits
Les hameaux et lieux-dits de la commune sont : le Pin, Feuillets, les Touchards, la Roche bat l'Aigüe, Châtillon, le Pilori, les Granges, les Chocats et les Minières.

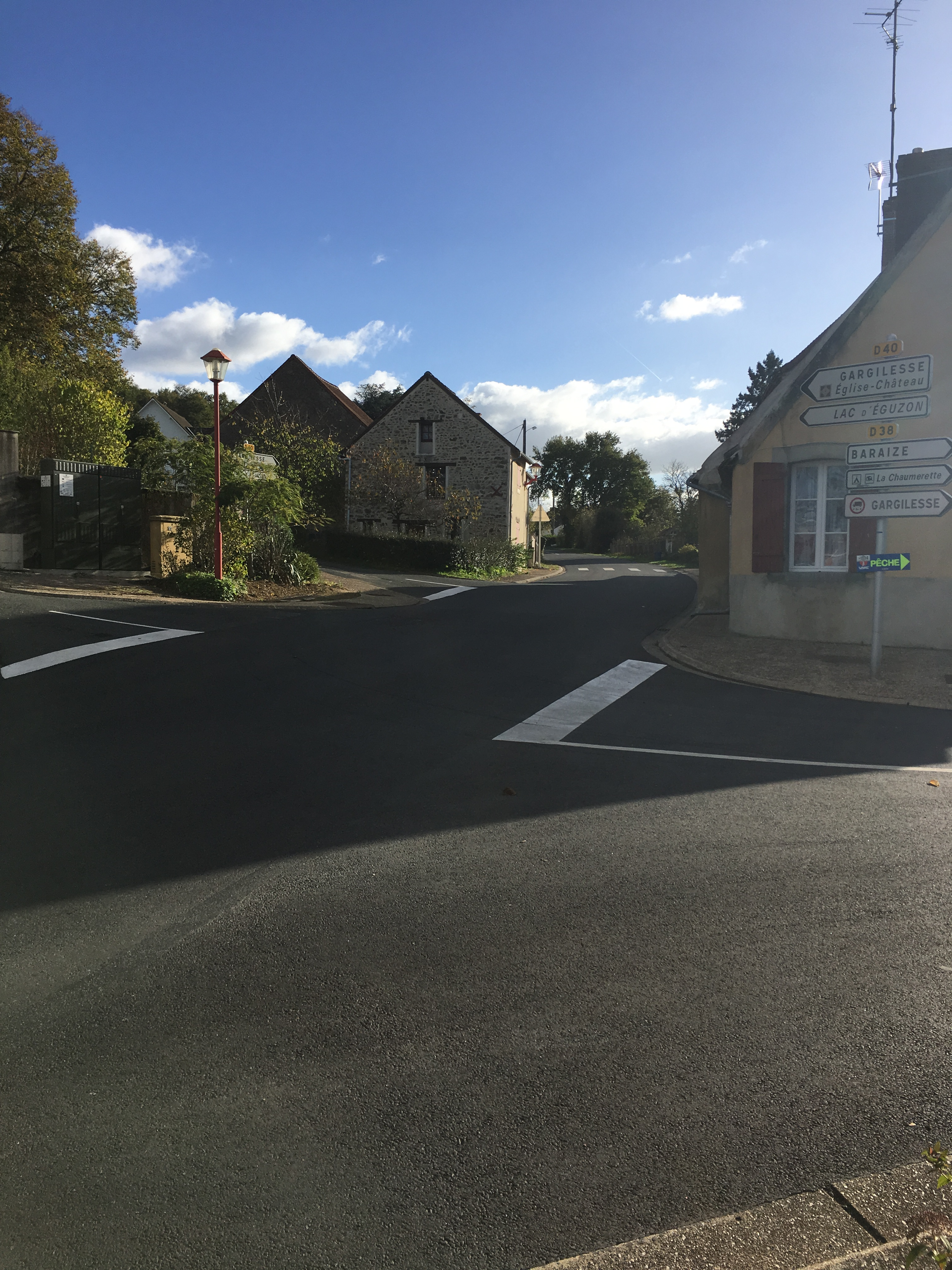
Le lieu-dit le Pin en 2017.

### Géologie et hydrographie
La commune est classée en zone de sismicité 2, correspondant à une sismicité faible.
Le territoire communal est arrosé par la rivière Creuse, ainsi que par trois ruisseaux : le riau du Gué, le riau de Chatillon et le riau de Terron.

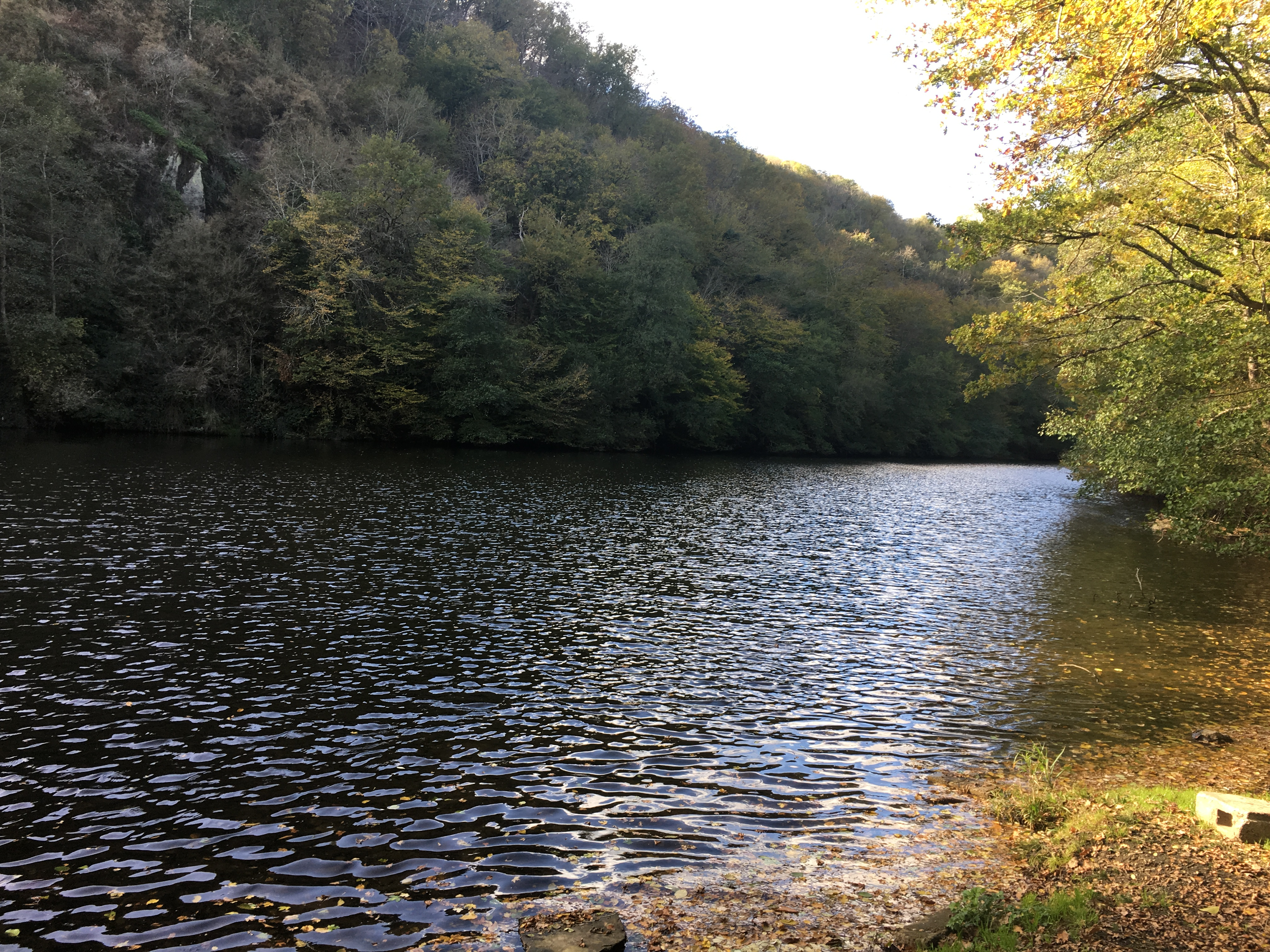
La rivière Creuse en 2017.

### Climat
Pour des articles plus généraux, voir Climat du Centre-Val de Loire et Climat de l'Indre.
En 2010, le climat de la commune est de type climat océanique dégradé des plaines du Centre et du Nord, selon une étude du CNRS s'appuyant sur une série de données couvrant la période 1971-2000. En 2020, Météo-France publie une typologie des climats de la France métropolitaine dans laquelle la commune est exposée à un climat océanique altéré et est dans la région climatique  Ouest et nord-ouest du Massif Central, caractérisée par une pluviométrie annuelle de 900 à 1 500 mm, maximale en automne et en hiver.
Pour la période 1971-2000, la température annuelle moyenne est de 11,5 °C, avec une amplitude thermique annuelle de 15,4 °C. Le cumul annuel moyen de précipitations est de 810 mm, avec 11,5 jours de précipitations en janvier et 7,7 jours en juillet. Pour la période 1991-2020, la température moyenne annuelle observée sur la station météorologique de Météo-France la plus proche, « Éguzon », sur la commune d'Éguzon-Chantôme à 11 km à vol d'oiseau, est de 12,1 °C et le cumul annuel moyen de précipitations est de 934,4 mm,. Pour l'avenir, les paramètres climatiques de la commune estimés pour 2050 selon différents scénarios d'émission de gaz à effet de serre sont consultables sur un site dédié publié par Météo-France en novembre 2022.

### Voies de communication et transports
Le territoire communal est desservi par les routes départementales : 38, 38C, 40 et 48.
La gare ferroviaire la plus proche est la gare d'Argenton-sur-Creuse, à 8 km.
Badecon-le-Pin est desservie par la ligne J du réseau de mobilité interurbaine.
L'aéroport le plus proche est l'aéroport de Châteauroux-Centre, à 43 km.
Le territoire communal est traversé par le sentier de grande randonnée de pays du Val de Creuse.

## Urbanisme

### Typologie
Au 1er janvier 2024, Badecon-le-Pin est catégorisée commune rurale à habitat dispersé, selon la nouvelle grille communale de densité à sept niveaux définie par l'Insee en 2022.
Elle est située hors unité urbaine. Par ailleurs la commune fait partie de l'aire d'attraction d'Argenton-sur-Creuse, dont elle est une commune de la couronne,. Cette aire, qui regroupe 7 communes, est catégorisée dans les aires de moins de 50 000 habitants,.

### Occupation des sols
L'occupation des sols de la commune, telle qu'elle ressort de la base de données européenne d’occupation biophysique des sols Corine Land Cover (CLC), est marquée par l'importance des territoires agricoles (65,5 % en 2018), en diminution par rapport à 1990 (67,3 %). La répartition détaillée en 2018 est la suivante : 
prairies (38,3 %), zones agricoles hétérogènes (27,3 %), forêts (25,4 %), zones urbanisées (6 %), eaux continentales (3,1 %). L'évolution de l’occupation des sols de la commune et de ses infrastructures peut être observée sur les différentes représentations cartographiques du territoire : la carte de Cassini (XVIIIe siècle), la carte d'état-major (1820-1866) et les cartes ou photos aériennes de l'IGN pour la période actuelle (1950 à aujourd'hui).

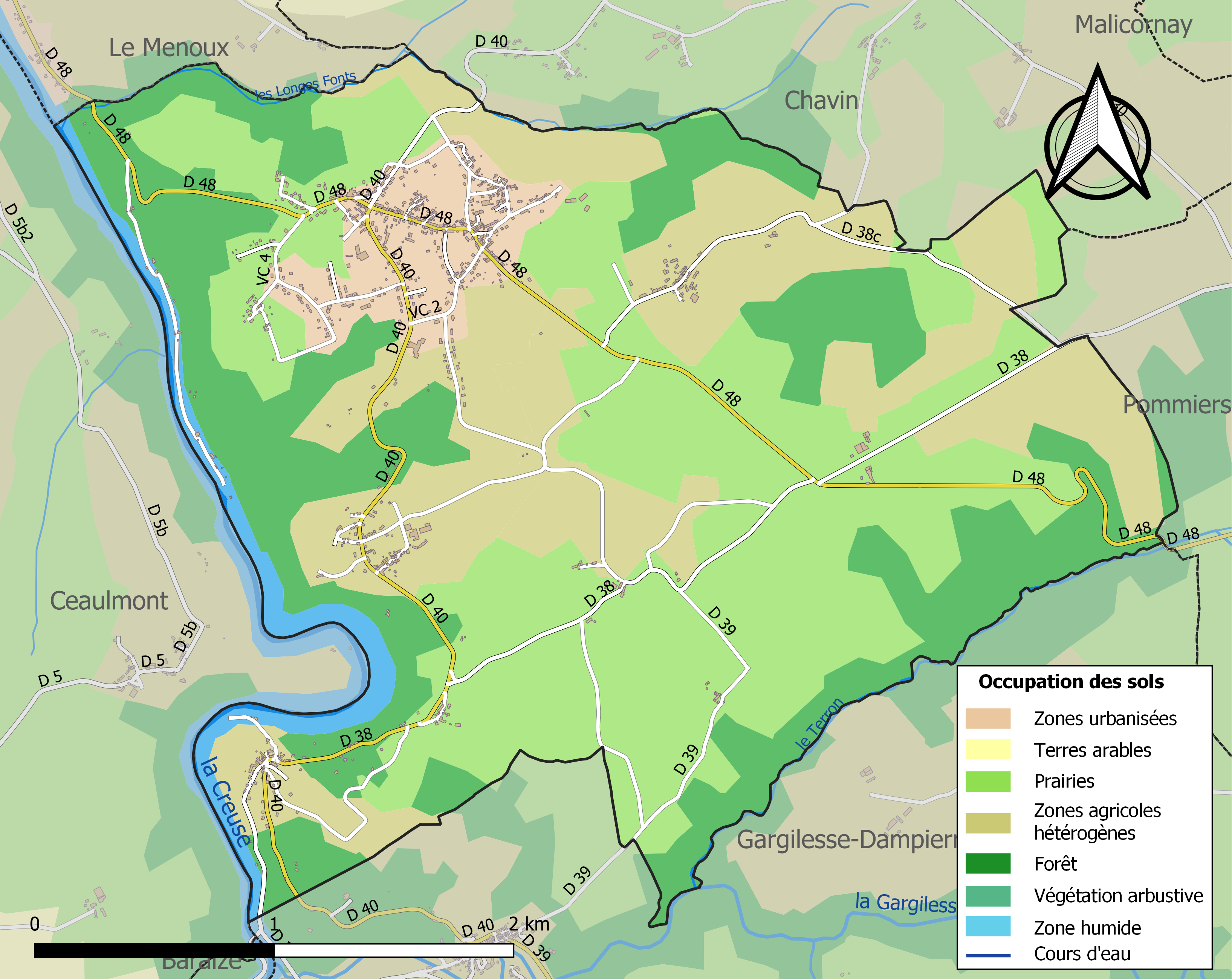
Carte des infrastructures et de l'occupation des sols de la commune en 2018 (CLC).

### Logement
Le tableau ci-dessous présente le détail du secteur des logements de la commune :
| Date du relevé                                              | 2013   | 2015   |
| Nombre total de logements                                   | 497    | 502    |
| Résidences principales                                      | 65 %   | 65 %   |
| Résidences secondaires                                      | 29,2 % | 29,2 % |
| Logements vacants                                           | 5,8 %  | 5,8 %  |
| Part des ménages propriétaires de leur résidence principale | 83 %   | 82,8 % |

### Risques majeurs
Le territoire de la commune de Badecon-le-Pin est vulnérable à différents aléas naturels : météorologiques (tempête, orage, neige, grand froid, canicule ou sécheresse), inondations et séisme (sismicité faible). Il est également exposé à un risque technologique, la rupture d'un barrage, et à un risque particulier : le risque de radon. Un site publié par le BRGM permet d'évaluer simplement et rapidement les risques d'un bien localisé soit par son adresse soit par le numéro de sa parcelle.

#### Risques naturels
Certaines parties du territoire communal sont susceptibles d’être affectées par le risque d’inondation par débordement de cours d'eau, notamment la Creuse. La commune a été reconnue en état de catastrophe naturelle au titre des dommages causés par les inondations et coulées de boue survenues en 1982, 1983, 1990, 1999 et 2008,.

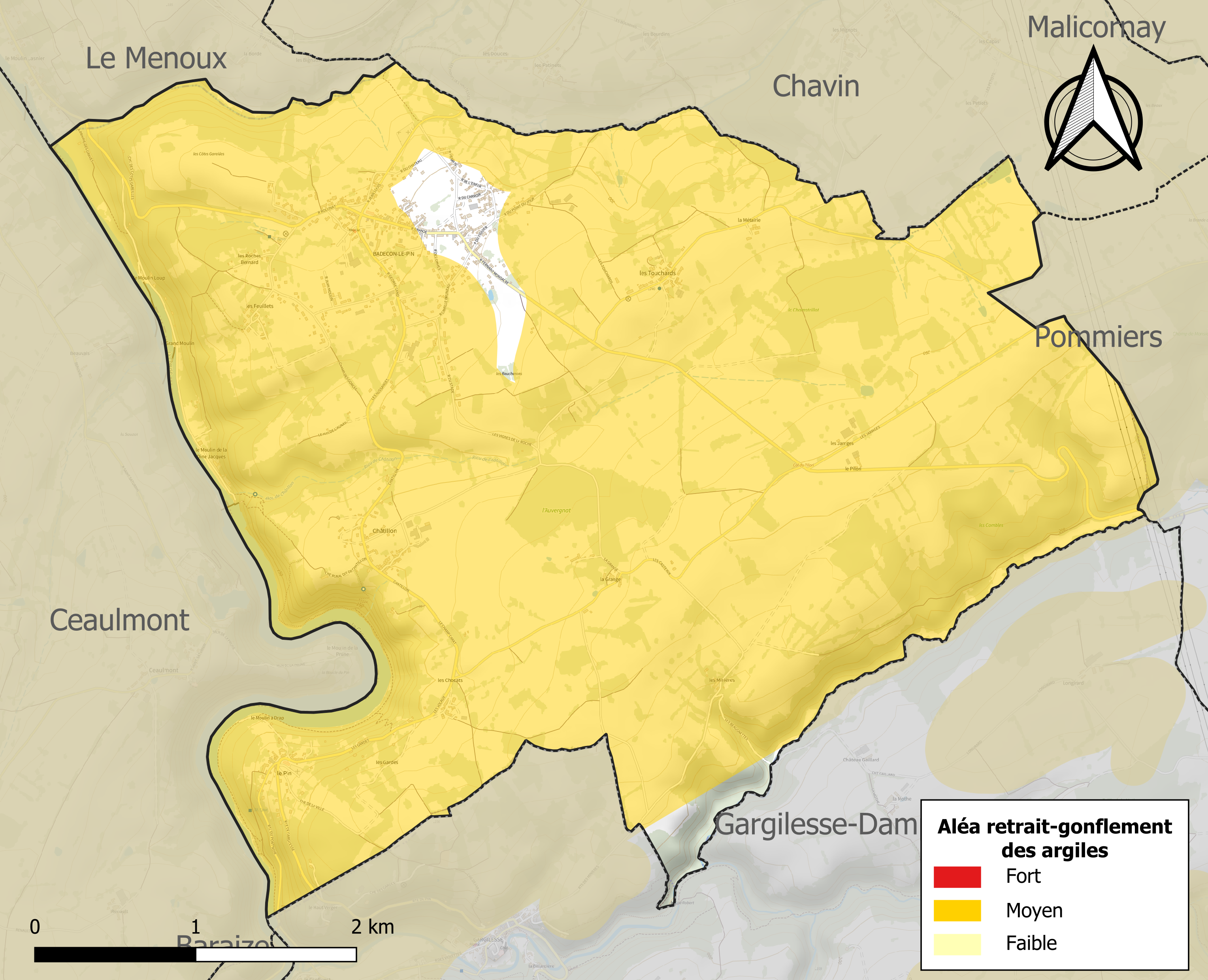
Carte des zones d'aléa retrait-gonflement des sols argileux de Badecon-le-Pin.

Le retrait-gonflement des sols argileux est susceptible d'engendrer des dommages importants aux bâtiments en cas d’alternance de périodes de sécheresse et de pluie. 96,8 % de la superficie communale est en aléa moyen ou fort (84,7 % au niveau départemental et 48,5 % au niveau national). Sur les 485 bâtiments dénombrés sur la commune en 2019, 370 sont en aléa moyen ou fort, soit 76 %, à comparer aux 86 % au niveau départemental et 54 % au niveau national. Une cartographie de l'exposition du territoire national au retrait gonflement des sols argileux est disponible sur le site du BRGM,.
Concernant les mouvements de terrains, la commune a été reconnue en état de catastrophe naturelle au titre des dommages causés par la sécheresse en 2019 et par des mouvements de terrain en 1983 et 1999.

#### Risques technologiques
La commune est en outre située en aval du Barrage d'Éguzon, de classe A et faisant l'objet d'un PPI, mis en eau en 1926, d’une hauteur de 58 mètres et retenant un volume de 57,3 millions de mètres cubes. À ce titre elle est susceptible d’être touchée par l’onde de submersion consécutive à la rupture de cet ouvrage.

#### Risque particulier
Dans plusieurs parties du territoire national, le radon, accumulé dans certains logements ou autres locaux, peut constituer une source significative d’exposition de la population aux rayonnements ionisants. Toutes les communes du département sont concernées par le risque radon à un niveau plus ou moins élevé. Selon la classification de 2018, la commune de Badecon-le-Pin est classée en zone 3, à savoir zone à potentiel radon significatif.

## Toponymie
En janvier 1790, la paroisse du Pin et la collecte de Badecon forment la municipalité du Pin. La commune du Pin prit le nom de Badecon-le-Pin, par décret du 29 avril 1947.
Le nom Badecon est attesté sous la forme Bas de con en 1487. Les formes anciennes sont rares. Il pourrait s’agir d’un composé facétieux formé à partir de l’occitan badar, « ouvrir », associé à un second élément -con, qui peut désigner à la fois un « sot, stupide » et le sexe féminin. Ce type de formation est comparable à d’autres toponymes médiévaux à connotation injurieuse ou grivoise comme Badefols ou Badevillain. D’après C. Guérin, Badecon relèverait du même registre, bien que la toponymie officielle ne saurait expliciter des étymologies aussi grossières.
Ses habitants sont appelés les Badeconnais.

## Histoire
La paroisse du Pin, à l’origine, recouvre son actuel territoire mais elle se prolongeait jusqu’au cours de la Gargilesse. Elle incluait la position de l’actuel château de Gargilesse. Ainsi, lorsque Hugues II de Naillac, en 1200, construit la chapelle du château, celle-ci est dédiée à Notre-Dame du Pin en raison de sa dépendance spirituelle à l’égard de son église mère, celle dédiée à Saint Denis au Pin.
Le bourg du Pin était siège d’un prieuré rattaché à l’abbaye Saint-Gildas de Châteauroux, tout comme l’église paroissiale Saint-Denis-du-Pin datant elle-même du XIIe siècle.
Lors de l’érection de la chapelle féodale de Gargilesse, en 1200, Hugues de Naillac accorda au prieur du Pin le droit de justice sur les habitants du village du Pin et il donna à ceux-ci franchise dans un espace compris entre les croix plantées. Ces croix fourniront à certains endroits l’actuelle limite entre Gargilesse et Le Pin.
En mai 1782, un ouragan emporta le clocher, rasa la nef, laissant seulement debout le cœur de la sacristie.
En 1786, la paroisse du Pin perd définitivement une partie de son territoire, rattachée à celle de Gargilesse.
En 1789, dans les cahiers de doléances, les habitants de Badecon, se plaignent d’être obligés d’aller à la messe au bourg du Pin. Ils réclament donc l’érection de Badecon en paroisse et donc de ne plus dépendre spirituellement de Saint-Denis-du-Pin. À cette époque, la seigneurie de Badecon compte 191 feux et Le Pin, 200 feux.
En 1790, la paroisse du Pin et la collecte de Badecon sont regroupés en une municipalité.
La rivière Creuse est directement liée au développement économique de la commune. La géologie a longtemps fait que l’activité économique de la commune était basée sur la viticulture. Les côtes de la Creuse sont alors la continuité et la fin du vignoble du Menoux. Les côtes Gareuilles, de Châtillon, les Gardes sont alors couvertes de vignes. Les vins sont exportés principalement vers le Limousin. L’autre activité est directement liée aux moulins implantés sur le cours de la rivière. Cinq moulins se sont implantés sur la rive droite de la Creuse. Le moulin Drap fut longtemps spécialisé dans le foulage du chanvre d’où le nom de moulin à drap. Les moulins du Pin, Loup, de la Dine Jacques et le Grand Moulin étaient des moulins à blé.
La mise en eau du barrage de la Roche-bat-l’Aigue amena l’électricité à Badecon et Argenton-sur-Creuse dès 1907, mais provoqua la fin des moulins. Le surélèvement du barrage en 1976 noya la vallée sur tout le territoire de la commune, jusqu’au Pont Noir.
La commune fut rattachée de 1973 à 2015 au canton d'Éguzon-Chantôme et du 1er janvier 2006 au 31 décembre 2016 à la communauté de communes du pays d'Éguzon - Val de Creuse.

## Politique et administration
La commune dépend de l'arrondissement de Châteauroux, du canton d'Argenton-sur-Creuse, de la deuxième circonscription de l'Indre et de la communauté de communes Éguzon - Argenton - Vallée de la Creuse.
Elle dispose d'un bureau de poste.
| Période                                  | Période   | Identité           | Étiquette | Qualité             |
| ---------------------------------------- | --------- | ------------------ | --------- | ------------------- |
| 1971                                     | 1979      | Pierre Brunaud     | ?         | Militaire Résistant |
| 1979                                     | ?         | Robert Lafarcinade | DVG       |                     |
| ?                                        | mars 1983 | Maurice Bonnin     | ?         | ?                   |
| mars 1983,                               | En cours  | François Broggi    | DVD       | Retraité            |
| Les données manquantes sont à compléter. |           |                    |           |                     |

## Population et société

### Démographie
L'évolution du nombre d'habitants est connue à travers les recensements de la population effectués dans la commune depuis 1793. Pour les communes de moins de 10 000 habitants, une enquête de recensement portant sur toute la population est réalisée tous les cinq ans, les populations de référence des années intermédiaires étant quant à elles estimées par interpolation ou extrapolation. Pour la commune, le premier recensement exhaustif entrant dans le cadre du nouveau dispositif a été réalisé en 2008.

En 2022, la commune comptait 761 habitants, en évolution de +2,28 % par rapport à 2016 (Indre : −3 %, France hors Mayotte : +2,11 %).
| 1793  | 1800  | 1806  | 1821  | 1831  | 1836  | 1841  | 1846  | 1851  |
| ----- | ----- | ----- | ----- | ----- | ----- | ----- | ----- | ----- |
| 1 045 | 1 146 | 1 073 | 1 036 | 1 135 | 1 182 | 1 206 | 1 191 | 1 170 |

| 1856  | 1861  | 1866  | 1872  | 1876  | 1881  | 1886  | 1891  | 1896  |
| ----- | ----- | ----- | ----- | ----- | ----- | ----- | ----- | ----- |
| 1 185 | 1 184 | 1 168 | 1 143 | 1 091 | 1 109 | 1 104 | 1 027 | 1 061 |

| 1901  | 1906 | 1911 | 1921 | 1926 | 1931 | 1936 | 1946 | 1954 |
| ----- | ---- | ---- | ---- | ---- | ---- | ---- | ---- | ---- |
| 1 036 | 990  | 967  | 757  | 707  | 657  | 651  | 626  | 594  |

| 1962 | 1968 | 1975 | 1982 | 1990 | 1999 | 2006 | 2008 | 2013 |
| ---- | ---- | ---- | ---- | ---- | ---- | ---- | ---- | ---- |
| 561  | 578  | 596  | 523  | 595  | 696  | 725  | 733  | 746  |

| 2018 | 2022 | - | - | - | - | - | - | - |
| ---- | ---- | - | - | - | - | - | - | - |
| 759  | 761  | - | - | - | - | - | - | - |

### Enseignement
La commune dépend de la circonscription académique de La Châtre.

### Médias
La commune est couverte par les médias suivants : La Nouvelle République du Centre-Ouest, Le Berry républicain, L'Écho - La Marseillaise, La Bouinotte, Le Petit Berrichon, L'Écho du Berry, France 3 Centre-Val de Loire, Berry Issoudun Première, Vibration, Forum, France Bleu Berry et RCF en Berry.

## Économie
La commune se situe dans la zone d’emploi de Châteauroux et dans le bassin de vie d’Argenton-sur-Creuse.

## Culture locale et patrimoine
- Barrage de La Roche-Bat-L'Aigue
- Pont Noir
- Boucle du Pin
- Église Sainte Solange de Badecon
- Église Saint-Denis du Pin
- Monument aux morts
- Deux maisons (XIIe siècle)

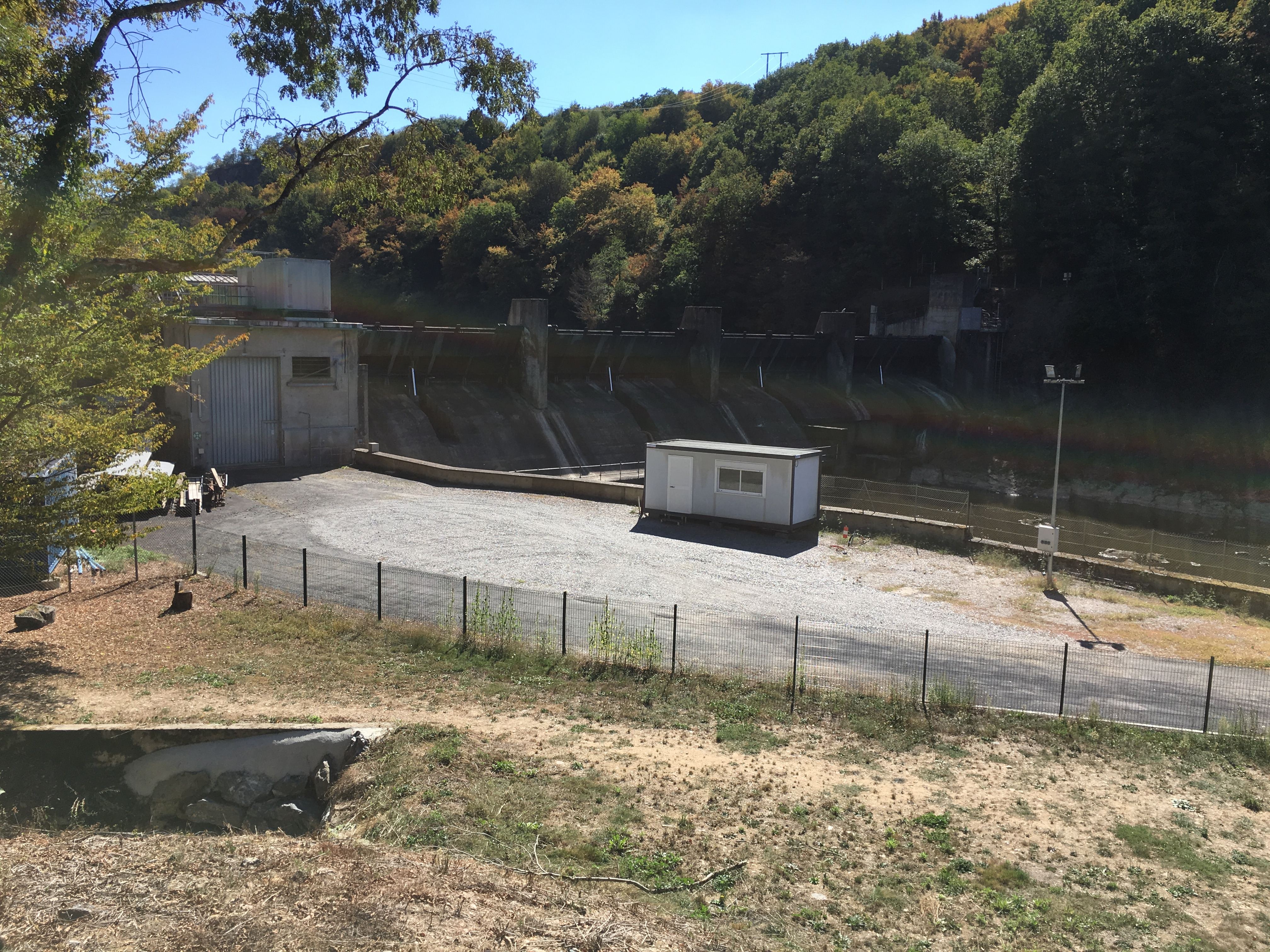
Le barrage de La Roche-Bat-L'Aigue en 2018.
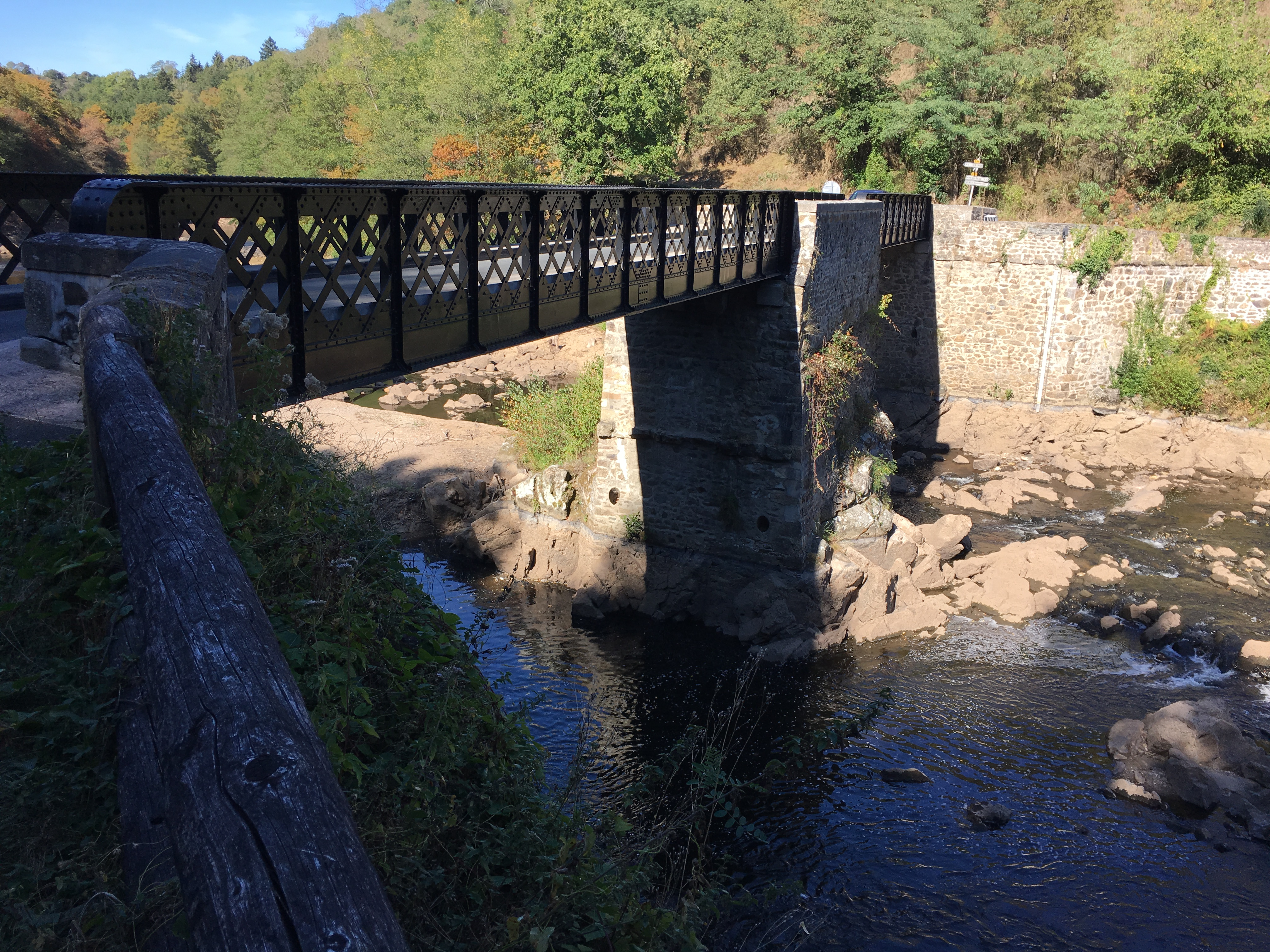
Le Pont Noir en 2018.
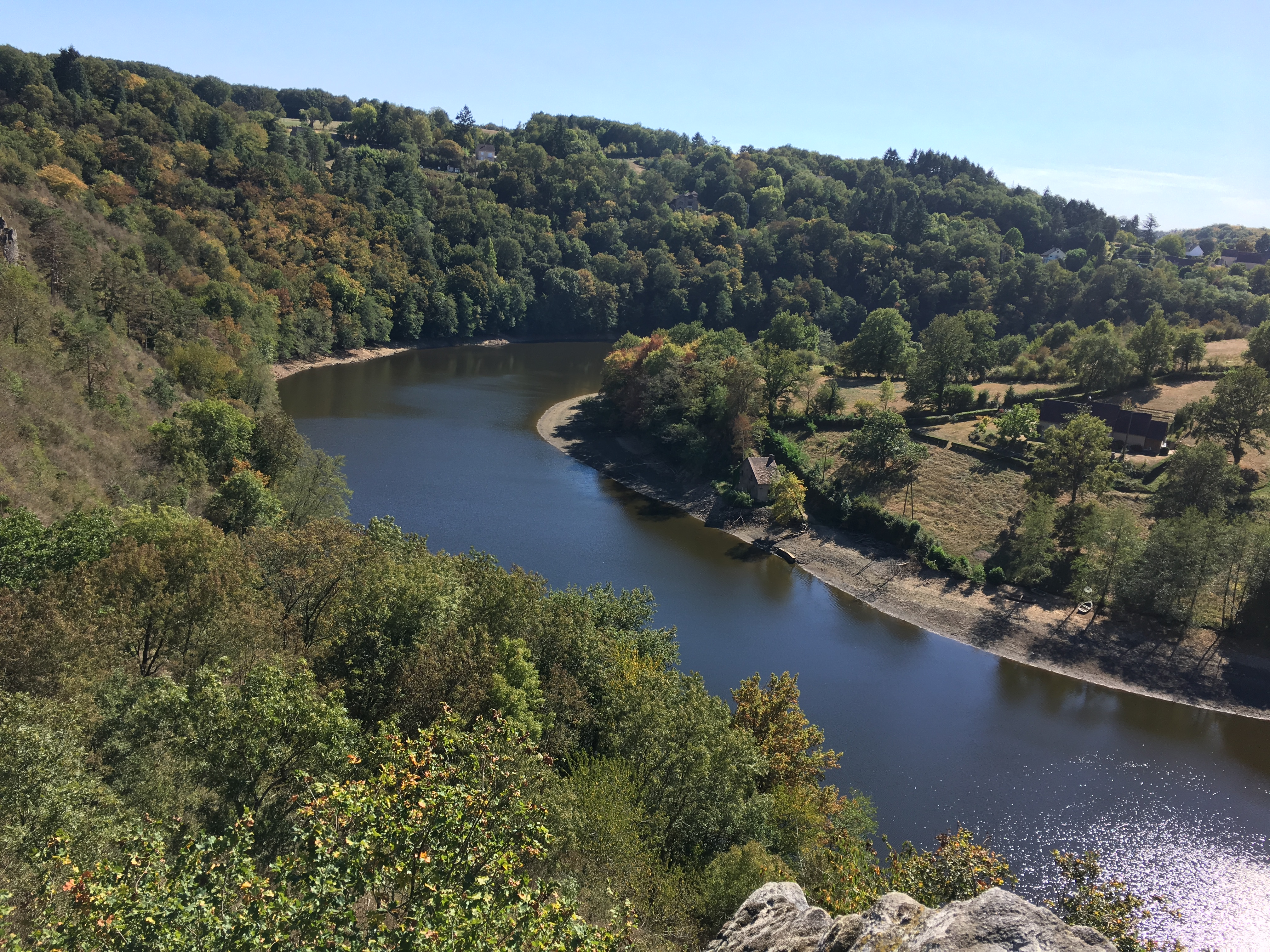
La boucle du Pin en 2018.
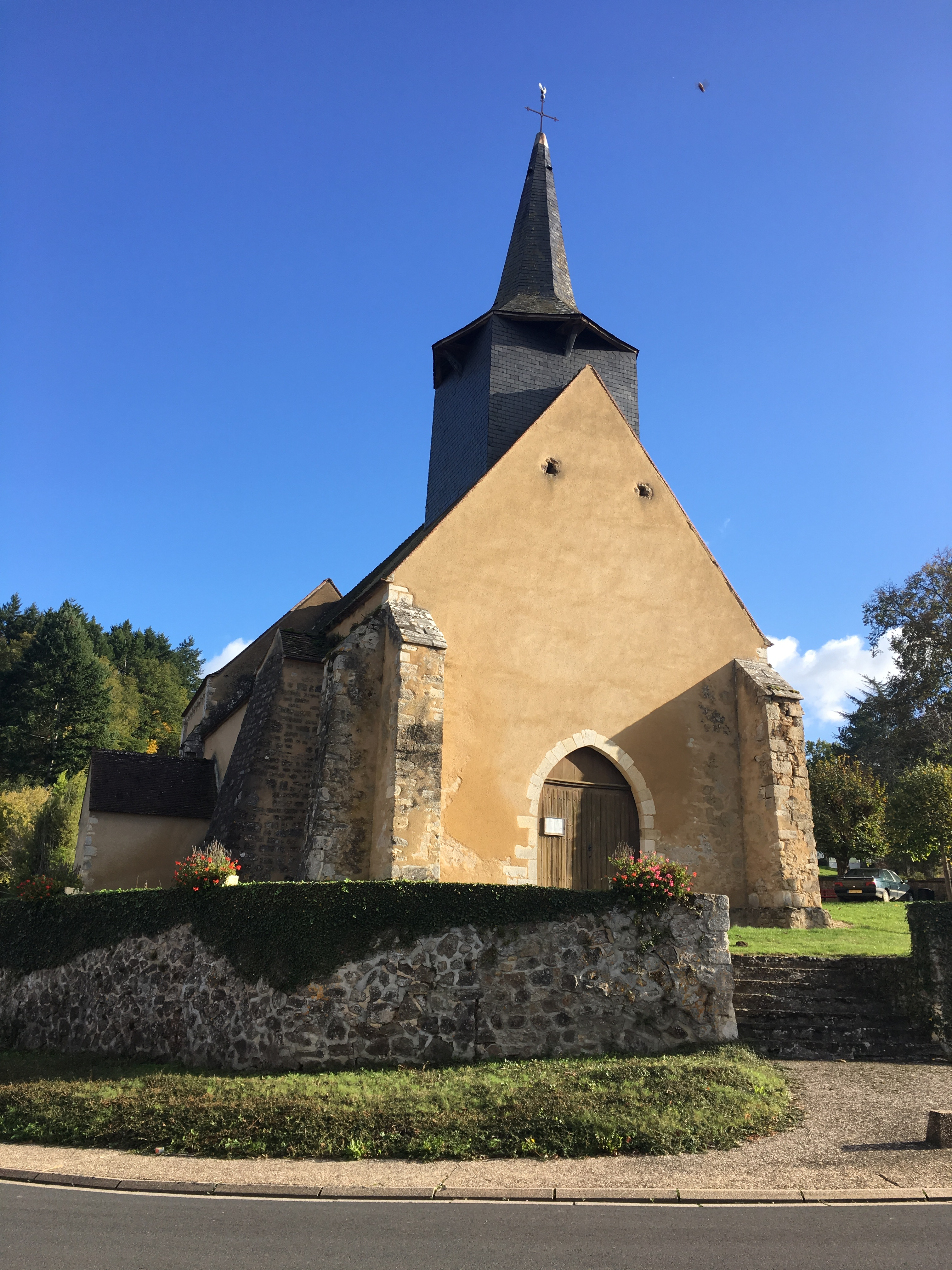
L'église du Pin en 2017.

### Labels et distinctions
Badecon-le-Pin a obtenu au concours des villes et villages fleuris une fleur en : 2004, 2005, 2006, 2007, 2008, 2011, 2013, 2014, 2015 et 2016.

### Personnalités liées à la commune
- Fernand Monsacré[49] (1890-1944), est un ancien sénateur de la IIIe République, né à Badecon.